# اس‌ام‌اس فریا
اس‌ام‌اس فریا (به انگلیسی: SMS Freya) یک کشتی بود که طول آن ۱۱۰٫۶ متر (۳۶۳ فوت) بود. این کشتی در سال ۱۸۹۷ ساخته شد.